# Cold Water (single)
"Cold Water" is een nummer van de Amerikaanse elektronische muziekgroep Major Lazer samen met Justin Bieber en de Deense zangeres MØ als de eerste single van het nog te verschijnen studioalbum Music Is the Weapon. Het is geschreven door Major Lazer-lid Diplo, Benny Blanco, Ed Sheeran, MØ, Justin Bieber, Jamie Scott, Philip Meckseper en Henry Allen. "Cold Water" werd op 22 juli 2016 uitgebracht.

## Achtergrondinformatie
Enkele dagen voor het uitbrengen van het nummer, werd het nummer gelekt via een Chinees radiostation op 18 juli 2016. Hoewel de officiële datum gepland stond op 26 juli 2016, werd het vier dagen vervroegd.
In 2016 stond het nummer op de derde plek in de Dance 15 van The X Vibe, een jaarlijkse hitlijst met de populairste dancenummers van het jaar.

## Tracklijst
| Nr. | Titel                                | Duur |
| --- | ------------------------------------ | ---- |
| 1.  | Cold Water (met Justin Bieber en MØ) | 3:05 |

| Nr. | Titel                                       | Duur |
| --- | ------------------------------------------- | ---- |
| 1.  | Cold Water (Lost Frequencies remix)         | 3:56 |
| 2.  | Cold Water (Ocular remix)                   | 4:31 |
| 3.  | Cold Water (Delirious & Alex K remix)       | 3:19 |
| 4.  | Cold Water (Boombox Cartel remix)           | 3:47 |
| 5.  | Cold Water (Afrojack remix)                 | 3:10 |
| 6.  | Cold Water (King Henry & Jr. Blender remix) | 3:20 |

## Hitnoteringen

### Nederlandse Top 40
| Hitnotering: 30-07-2016 t/m 31-12-2016 | Hitnotering: 30-07-2016 t/m 31-12-2016 | Hitnotering: 30-07-2016 t/m 31-12-2016 | Hitnotering: 30-07-2016 t/m 31-12-2016 | Hitnotering: 30-07-2016 t/m 31-12-2016 | Hitnotering: 30-07-2016 t/m 31-12-2016 | Hitnotering: 30-07-2016 t/m 31-12-2016 | Hitnotering: 30-07-2016 t/m 31-12-2016 | Hitnotering: 30-07-2016 t/m 31-12-2016 | Hitnotering: 30-07-2016 t/m 31-12-2016 | Hitnotering: 30-07-2016 t/m 31-12-2016 | Hitnotering: 30-07-2016 t/m 31-12-2016 | Hitnotering: 30-07-2016 t/m 31-12-2016 | Hitnotering: 30-07-2016 t/m 31-12-2016 | Hitnotering: 30-07-2016 t/m 31-12-2016 | Hitnotering: 30-07-2016 t/m 31-12-2016 | Hitnotering: 30-07-2016 t/m 31-12-2016 | Hitnotering: 30-07-2016 t/m 31-12-2016 | Hitnotering: 30-07-2016 t/m 31-12-2016 | Hitnotering: 30-07-2016 t/m 31-12-2016 | Hitnotering: 30-07-2016 t/m 31-12-2016 |
| Week:                                  | 1                                      | 2                                      | 3                                      | 4                                      | 5                                      | 6                                      | 7                                      | 8                                      | 9                                      | 10                                     | 11                                     | 12                                     | 13                                     | 14                                     | 15                                     | 16                                     | 17                                     | 18                                     | 19                                     | 20                                     |
| -------------------------------------- | -------------------------------------- | -------------------------------------- | -------------------------------------- | -------------------------------------- | -------------------------------------- | -------------------------------------- | -------------------------------------- | -------------------------------------- | -------------------------------------- | -------------------------------------- | -------------------------------------- | -------------------------------------- | -------------------------------------- | -------------------------------------- | -------------------------------------- | -------------------------------------- | -------------------------------------- | -------------------------------------- | -------------------------------------- | -------------------------------------- |
| Positie:                               | 29                                     | 1                                      | 1                                      | 1                                      | 1                                      | 1                                      | 1                                      | 2                                      | 3                                      | 3                                      | 4                                      | 5                                      | 5                                      | 6                                      | 7                                      | 7                                      | 10                                     | 11                                     | 18                                     | 20                                     |
| Week:                                  | 21                                     | 22                                     | 23                                     | 24                                     | 25                                     | 26                                     | 27                                     | 28                                     | 29                                     | 30                                     | 31                                     | 32                                     | 33                                     | 34                                     | 35                                     | 36                                     | 37                                     | 38                                     | 39                                     | 40                                     |
| Positie:                               | 22                                     | 27                                     | 39                                     | uit                                    |                                        |                                        |                                        |                                        |                                        |                                        |                                        |                                        |                                        |                                        |                                        |                                        |                                        |                                        |                                        |                                        |

### NederlandseSingle Top 100
| Hitnotering: 30-07-2016 t/m | Hitnotering: 30-07-2016 t/m | Hitnotering: 30-07-2016 t/m | Hitnotering: 30-07-2016 t/m | Hitnotering: 30-07-2016 t/m | Hitnotering: 30-07-2016 t/m | Hitnotering: 30-07-2016 t/m | Hitnotering: 30-07-2016 t/m | Hitnotering: 30-07-2016 t/m | Hitnotering: 30-07-2016 t/m | Hitnotering: 30-07-2016 t/m | Hitnotering: 30-07-2016 t/m | Hitnotering: 30-07-2016 t/m | Hitnotering: 30-07-2016 t/m | Hitnotering: 30-07-2016 t/m | Hitnotering: 30-07-2016 t/m | Hitnotering: 30-07-2016 t/m | Hitnotering: 30-07-2016 t/m | Hitnotering: 30-07-2016 t/m | Hitnotering: 30-07-2016 t/m | Hitnotering: 30-07-2016 t/m |     |
| Week:                       | 1                           | 2                           | 3                           | 4                           | 5                           | 6                           | 7                           | 8                           | 9                           | 10                          | 11                          | 12                          | 13                          | 14                          | 15                          | 16                          | 17                          | 18                          | 19                          | 20                          |     |
| --------------------------- | --------------------------- | --------------------------- | --------------------------- | --------------------------- | --------------------------- | --------------------------- | --------------------------- | --------------------------- | --------------------------- | --------------------------- | --------------------------- | --------------------------- | --------------------------- | --------------------------- | --------------------------- | --------------------------- | --------------------------- | --------------------------- | --------------------------- | --------------------------- | --- |
| Positie:                    | 1                           | 1                           | 1                           | 1                           | 1                           | 1                           | 1                           | 2                           | 2                           | 3                           | 3                           | 3                           | 4                           | 6                           | 6                           | 9                           | 10                          | 15                          | 19                          | 19                          |     |
| Week:                       | 21                          | 22                          | 23                          | 24                          | 25                          | 26                          | 27                          | 28                          | 29                          | 30                          | 31                          | 32                          | 33                          | 34                          | 35                          | 36                          | 37                          | 38                          | 39                          | 40                          |     |
| Positie:                    | 21                          | 24                          | 25                          | 26                          | 29                          | 32                          | 37                          | 42                          | 45                          | 49                          | 53                          | 57                          | 59                          | 65                          | 70                          | 77                          | 84                          | 89                          | 96                          | 100                         | uit |

### NederlandseMega Top 50
| Hitnotering: 30-07-2016 t/m | Hitnotering: 30-07-2016 t/m | Hitnotering: 30-07-2016 t/m | Hitnotering: 30-07-2016 t/m | Hitnotering: 30-07-2016 t/m | Hitnotering: 30-07-2016 t/m | Hitnotering: 30-07-2016 t/m | Hitnotering: 30-07-2016 t/m | Hitnotering: 30-07-2016 t/m | Hitnotering: 30-07-2016 t/m | Hitnotering: 30-07-2016 t/m | Hitnotering: 30-07-2016 t/m | Hitnotering: 30-07-2016 t/m | Hitnotering: 30-07-2016 t/m | Hitnotering: 30-07-2016 t/m | Hitnotering: 30-07-2016 t/m | Hitnotering: 30-07-2016 t/m | Hitnotering: 30-07-2016 t/m | Hitnotering: 30-07-2016 t/m | Hitnotering: 30-07-2016 t/m | Hitnotering: 30-07-2016 t/m |
| Week:                       | 1                           | 2                           | 3                           | 4                           | 5                           | 6                           | 7                           | 8                           | 9                           | 10                          | 11                          | 12                          | 13                          | 14                          | 15                          | 16                          | 17                          | 18                          | 19                          | 20                          |
| --------------------------- | --------------------------- | --------------------------- | --------------------------- | --------------------------- | --------------------------- | --------------------------- | --------------------------- | --------------------------- | --------------------------- | --------------------------- | --------------------------- | --------------------------- | --------------------------- | --------------------------- | --------------------------- | --------------------------- | --------------------------- | --------------------------- | --------------------------- | --------------------------- |
| Positie:                    | 1                           | 1                           | 1                           | 1                           | 1                           | 1                           | 1                           | 2                           | 2                           | 3                           | 6                           | 5                           | 6                           | 8                           | 6                           | 10                          | 11                          | 18                          | 21                          | 22                          |
| Week:                       | 21                          | 22                          | 23                          | 24                          | 25                          | 26                          | 27                          | 28                          | 29                          | 30                          | 31                          | 32                          | 33                          | 34                          | 35                          | 36                          | 37                          | 38                          | 39                          | 40                          |
| Positie:                    | 29                          |                             |                             |                             |                             |                             |                             |                             |                             |                             |                             |                             |                             |                             |                             |                             |                             |                             |                             |                             |

## Releasedata
| Land             | Releasedatum | Formaat        | Label               |
| ---------------- | ------------ | -------------- | ------------------- |
| Wereldwijd       | 22 juli 2016 | Muziekdownload | Mad Decent, Def Jam |
| Italië           | 22 juli 2016 | Radio          | Warner              |
| Verenigde Staten | 26 juli 2016 | Radio          | Mad Decent, Def Jam |